# 청딱지개미반날개

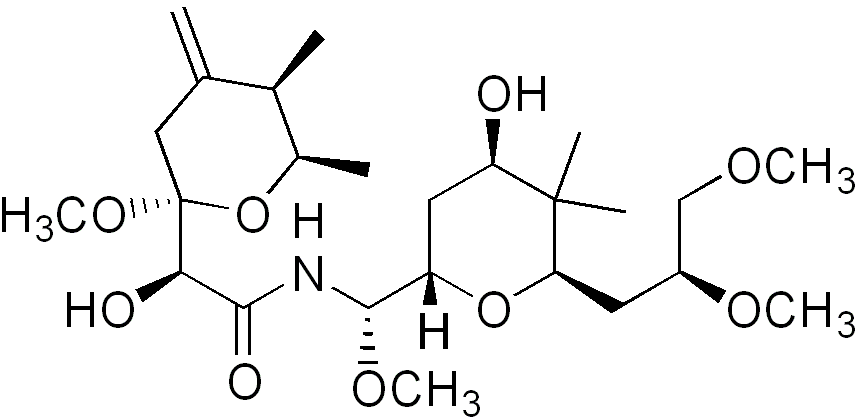
페데린의 화학 구조

청딱지개미반날개(Paederus fuscipes)는 반날개과에 속하는 딱정벌레류이다. 7mm 정도의 작은 곤충이며 색깔은 검고 붉고 배 중간은 푸르다. 해충을 잡아먹는 익충이며 봄부터 가을까지 활동한다. 북아메리카를 제외한 전 지역에 분포한다.
청딱지개미반날개에 접촉하면 청딱지개미반날개가 분비하는 독성 물질인 페데린(pederin)에 의해서 마치 화상을 입은 것처럼 발진, 물집, 수포가 일어나고 2주 뒤에 사라진다. 피부가 건조할 때보다 땀이 나 있을 때 증상이 심하고 일단 피부에 페데린이 분비되었다면 흐르는 물에 접촉한 부위를 씻는 것이 좋다.
대한민국에서는 1968년, 1969년, 1994년, 1999년에 발생했고 2019년에 전라북도 완주군에서 나타났으며 2023년에 전라북도 새만금에서 대량발생했다. 새만금에서 열린 제25회 세계 스카우트 잼버리에서 많은 스카우트 대원들이 청딱지개미반날개에 접촉하고 염증과 통증이 생기는 사건이 발생했다. 청딱지개미반날개의 유전자를 분석한 결과 외래종이 아닌 토착종으로 밝혀졌다.

## 아종
- Paederus fuscipes fuscipes[11]
- Paederus fuscipes goudoti[12]
- Paederus fuscipes sinensis[13]